# Leucanopsis aurantiaca
Leucanopsis aurantiaca är en fjärilsart som beskrevs av Rothschild 1909. Leucanopsis aurantiaca ingår i släktet Leucanopsis och familjen björnspinnare. Inga underarter finns listade i Catalogue of Life.